# Jumgal
Jumgal är ett distrikt i Kirgizistan.   Det ligger i oblastet Naryn Oblusu, i den centrala delen av landet, 100 km söder om huvudstaden Bisjkek.